# Distretto di Edremit (Balıkesir)
Il distretto di Edremit (in turco: Edremit ilçesi) è un distretto della Turchia nella provincia di Balıkesir con 127459 abitanti (dato 2012) dei quali 55255 urbani e 72204 rurali 
Il capoluogo è la città di Edremit.

## Geografia antropica

### Suddivisioni amministrative
Il distretto è suddiviso in 6 comuni (Belediye) e 20 villaggi (Köy).